# 더크로스처치
더크로스처치는 대한민국의 침례교에 속한 교회이다. 2016년 5월 15일에 설립된 교회이다. 

## 설명
더크로스처치는 경기도 성남시 분당구 운중로 246번지에 위치하고 있는 교회이다. 기독교에 속하는 종교로서 강원도 평창군, 울산광역시, 부산광역시에 지교회를 운영하고 있으며 해외인 미국의 뉴저지주에도 지교회를 운영하고 있다. 담임목사는 박호종, 문정혜이며 성경 중심, 기도 중심, 예배 중심의 교회가 되고 여기에 KHOP라는 한국의 집을 운영하기도 한다.

## 같이 보기
- 교회
- 기독교